# Bahia Farah
Bahia Farah (en kabyle: Bahya Faṛaḥ, née Bounouar Fatima Zohra à Bouira en 1917) est une chanteuse algérienne kabyle.
Fatiguée et affaiblie par la maladie, elle meurt le 24 avril 1985, âgée de 68 ans.